# Dennis Eilhoff
Dennis Eilhoff (Witten, 31 juli 1982) is een Duitse voetbaldoelman die sinds 2008 voor de Duitse eersteklasser Arminia Bielefeld uitkomt.
1 Ortega ·
2 Pieper ·
3 Ramos ·
4 Nilsson ·
5 Laursen ·
7 Castro ·
8 Schöpf ·
9 Klos  ·
10 Lasme ·
11 Okugawa ·
13 Kapino ·
15 De Medina ·
16 Kunze ·
17 İnce ·
18 Krüger ·
19 Prietl ·
20 Wimmer ·
21 Hack ·
23 Serra ·
24 Bello ·
27 Brunner ·
30 Andrade ·
34 Linnér ·
35 Schulz ·
37 Tsjerny ·
39 Vasiliadis ·
Coach: Kostmann